# D. Aznar Fruela
D. Aznar Fruela (c. 920 - ?), também designado como Aznar Fruelaz ou Aznar Froila, foi um nobre medieval e Infante do Reino de Leão. Foi filho de Fruela II, rei das Astúrias (910 - 924) e de Leão (924 - 925) e irmão de Alfonso Froilaz, o que foi rei de Leão entre 925 e 926, e Ramiro Froilaz e Ordoño Froilaz.

## Biografia
Pouco se sabe sobre D. Aznar Fruela. D. Luis de Salazar e Castro afirma na sua “Historia Genealogica De La Casa De Silva” que D. Fruela II teve um filho ilegítimo chamado Aznar, que, com o patronímico habitual na época, se chamaria Aznar Fruelaz. No entanto, os historiadores modernos são da opinião que Salazar e Castro o fez sem qualquer fundamento, apesar de ele dizer se ter baseado na Crónica de Sampiro e na De rebus Hispaniae. Na Crónica de Sampiro, um texto escrito em latín no início do século XI por D. Sampiro (c. 956 - 1041), Bispo de Astorga, que abrange o período de 866 a 999, ou seja, os últimos anos do reinado de Afonso III das Astúrias e os de seu sucessores até Alfonso V, D. Sampiro realmente registrou que D. Fruela II (c. 874 - 925), rei de Asturias, Galicia e Leão, teve um filho ilegítimo chamado Aznar. Além disso, D. Pelayo, Bispo de Oviedo, na parte principal do Corpus Pelagianum, uma compilação de crónicas realizada na primeira metade do século XII, que inclui a Historia de los reyes de los Godos, Vándalos y Suevos, a Crónica Sebastianense e a Crónica de Sampiro, também afirma a existência de um filho ilegítimo do rei D. Fruela II, chamado Aznar. Se fosse mesmo o caso de Sampiro ter cometido um erro, então Pelayo por certo o teria corrigido 100 anos depois.
D. Sampiro era cronista na corte real e praticamente contemporâneo de D. Aznar, o que torna muito improvável que ele, como notário e mordomo maior do rei, e posteriormente Bispo de Astorga, pudesse ter cometido tal erro em seus escritos, tanto consciente como inconscientemente, incluíndo na sua crónica uma personagem não existente no papel de Infante de Leão. Este facto parece ser desconsiderado pelos historiadores, ignorando assim a existência de D. Aznar. Na página da Wikipedia de Fruela II, uma das notas de rodapé até sugere que Sampiro confundiu Aznar Fruela com um tal Aznar Purcellis, cônjuge de uma possível filha de Fruela II. No entanto, isso é puramente especulativo e não baseado em quaisquer documentos.
O que pode ter contribuído para a confusão entre os historiadores é o facto de Aznar parecer ter sido registado pelos cronistas com nomes diferentes. Um detalhe notável aqui é que Aznar muito provavelmente teve que temer pela sua vida na altura, porque o seu primo Ramiro II, rei na altura, tinha capturado os seus três irmãos e o seu outro primo Afonso IV, após a sua tentativa de assumir o poder do reinado. Razão suficiente para Aznar preferir uma existência incógnita.
Para além dos dois documentos acima referidos, e do pouco que neles se menciona sobre D. Aznar, nomeadamente de ser filho do rei Fruela II, concebido fora do casamento, e de ser Infante Real, pouco mais se sabe sobre D. Aznar. Mas o mero facto de ter sido registrado como tal pelos cronistas é uma confirmação inequívocavel de que foi reconhecido por D. Fruela II como seu filho, embora fosse concebido fora do casamento. O nome de sua mãe é desconhecido, tanto como a data do nascimento e da morte de D. Aznar. O facto de nada mais se saber sobre D. Aznar além do seu nome e título, e de não ser mencionado de outra forma na história, ilustra o facto de a historiografia da época se centrar exclusivamente nos protagonistas.
Segundo D. Luis de Salazar y Castro, D. Aznar não participou na tentativa dos seus irmãos, D. Alfonso, D. Ordono e D. Ramiro, os três filhos legítimos do seu pai Fruela II, de destronar o seu primo, Ramiro II, rei de Leão e da Galiza, a favor de seu irmão, D. Afonso IV, nem participou no infortúnio que se seguiu, quando os três irmãos seus e Afonso IV foram capturados por Ramiro II, que os ordenou cegar e aprisionar em mosteiros, onde permaneceram até à sua morte. O fato de Aznar ser apenas uma criança na época desses acontecimentos violentos provavelmente salvou sua vida. O filho ilegítimo acabou por ser o único filho sobrevivente do rei Fruela II.

## Relações familiares
D. Aznar Fruela foi filho de D. Fruela II (c. 877 -925), rei das Asturias, Leão e Galicia e uma concubina nobilissima desconhecida, a 4a cônjuge do rei (c. ? -?). Não se sabe o nome da esposa ou esposas de D. Aznar, mas sabemos que ele teve um filho:
1. D. Jiméno Aznàrez (? - ?)